# Rue Antoine-Chantin
La rue Antoine-Chantin est une voie du 14e arrondissement de Paris, en France.

## Situation et accès
La rue Antoine-Chantin est une voie publique située dans le 14e arrondissement de Paris. Elle débute au 26, avenue Jean-Moulin, et se termine au 47, rue des Plantes. Au no 20 se trouve l'école primaire Antoine-Chantin.

## Origine du nom
Cette voie porte le nom du propriétaire du terrain, Antoine Chantin (1815-1893), qui était un horticulteur et pépiniériste installé sur le terrain du Petit-Montrouge, terrain qui, comme la plupart des territoires des communes limitrophes de Paris, était réservé à cette pratique. La maison Chantin était spécialisée dans les plantes en serre : caladiums, palmiers, Cycadacées, Pandanacées et fougères. 

## Historique
Cette rue ouverte en 1904 prend sa dénomination actuelle la même année.

## Bâtiments remarquables et lieux de mémoire
- Au No 7 : ensemble de deux immeubles d'ateliers d'artistes et logements (1927/1938) de style Art déco[2] construit par Eugène Gonnot dont la façade fut remaniée par son fils André Gonnot. L'ensemble est répertorié dans l'inventaire du Patrimoine de l'Île-de-France[3].
Parmi les artistes qui ont habité et travaillé dans un de ces ateliers-appartement sont cités

— l'artiste peintre d'origine américaine Louise Janin (1893-1997),
— la plasticienne suisse Pierrette Bloch (1928-2017),
— l'artiste peintre français Lucien Coutaud (1904-1977) qui s'installe en 1937 et quitte les lieux en 1942 pour emménager au 26, rue des Plantes,
— le poète et romancier Pierre Jean Jouve (1887-1976)...
- No 9 : ancien siège des éditions Ferenczi & fils construit par Georges Albenque.
- Nos 20 à 34 (et 13, rue de Châtillon), groupe scolaire, école Antoine-Chantin (1907, L. Loiseau architecte[5]), écoles maternelle et primaire dont l'accès principal est situé au no 20.
- No 33 : le peintre Alexandre Orloff (1899-1979) y vécut.
- No 33 se trouvait l'hôpital temporaire Antoine-Chantin. La Société civile de l'hôpital privé médico-chirurgical de la rue Antoine-Chantin était disponible en mai 1934 en tant que clinique avant de devenir en novembre 1940 un hôpital temporaire.